# Machiko Satonaka
Machiko Satonaka (里中満智子, Nascuda el 24 de gener de 1948 al Japó) és una mangaka. Les seves obres són generalment de l'estil shojo. Satonaka debutar amb Pia no Shouzou, pel qual va rebre el premi Kodansha New Faces award. A més d'aquest premi, ha rebut altres premis, incloent el de 1982, Kodansha Manga Award en la categoria general per Karyūdo no Seize.